# Wolfgang Roth (Moderator)
Wolfgang Roth (* 2. Oktober 1954 in Köln; † 14. Januar 2021 ebenda) war ein gelernter Fernmeldetechniker und Hörfunkmoderator.

## Laufbahn
Der 1954 in Köln geborene Wolfgang Roth moderierte Anfang der 1980er Jahre bei der privaten ostbelgischen Lokalstation Radio Benelux. 
Zusammen mit seiner Kollegin Esther moderierte er dort ab November 1983 bis Januar 1984 das Weckerradio und im März und April 1984 fünfmal bei WDR 2 den Samstagstreff. Ab Juli 1984 war er regelmäßig tätiger Moderator beim Westdeutschen Rundfunk. Dort moderierte er ebenfalls ab Juli 1984 die Schlagerrallye, eine Hörer-Hitparade auf WDR 2, und erlangte damit einen hohen Bekanntheitsgrad. Im Zuge einer Programmreform wurde die Sendung im Juni 1986 auf WDR 1 verlegt. Durch die Umwandlung von WDR 1 in die Jugendwelle Eins Live am 1. April 1995 passte die Schlagerrallye nicht mehr zur neuen Zielgruppe des Senders und wurde eingestellt.
Von Oktober 1995 bis Juni 1998 arbeitete Wolfgang Roth als Moderator ohne eigene Sendung beim bergischen Lokalsender Radio Berg und bis 2000 als Beitragsmacher. Seit Januar 2001 war Roth unheilbar an Myelitis erkrankt sowie seitdem halbseitig gelähmt und auf Dauer auf den Rollstuhl angewiesen.